# 西千佛洞
西千佛洞位於甘肅省敦煌市西南方約35公里處，地處敦煌莫高窟（千佛洞）及鳴沙山的西側，位於党河西岸上的悬崖上，因此得名「西千佛洞」。西千佛洞屬於敦煌石窟的一部分，根據2003年敦煌研究院所編列的編號，由西向東一共編號22窟，石窟開鑿的朝代始自北魏，終至元朝。1961年西千佛洞附屬於莫高窟被列為全國重點文物保存單位。1990年代，敦煌研究院對西段重點窟區進行了全面徹底的維修與加強。

## 開鑿年代
目前對於西千佛洞最初開鑿的具體年代並無決定性的證據，不過根據伯希和自藏經洞中獲得的《沙洲都督府圖經》殘卷〈壽昌縣〉條所載：「右在縣─壽昌縣─東六十里，耆舊圖云：漢……佛龕……百始漸更修營。」，壽昌縣即為今日的敦煌市陽關鎮，雖文中並未明指該處是否為西千佛洞，但從其與壽昌縣的距離來判斷，該文所指應當是西千佛洞。如此來看西千佛洞的開鑿時間，應該與莫高窟的開窟時代相去不遠。

## 石窟編號及分佈
西千佛洞自發現後共歷經三次編號，分別由張大千、敦煌文物研究所及霍熙亮編號。
1941年至1943年，張大千於敦煌臨摹壁畫時期，首次對西千佛洞進行調查與編號，由西向東共編號21窟（包含2個耳洞）。
1950年代中後期，敦煌文物研究所對西千佛洞進行重新編號，由西向東共編號19窟。
1990年代霍熙亮在《西千佛洞內容總錄》中未使用敦煌研究院的編號，而是採用霍氏自編窟號，由西向東共編號22窟。
2003年，為避免因編號混亂而造成研究困難，由樊錦詩為首的敦煌研究院與西千佛洞管理人員將西千佛洞的石窟編號，改為流傳較廣，較為通用的霍氏編號。
西千佛洞現存22窟中，1至19號窟群集中在黨河谷的北崖，後3窟則座落於順流東下2至2.5公里處。共計北魏窟1個，西魏窟1個，北周窟4個，隋窟3個，初唐、盛唐窟3個，中唐窟1個，晚唐窟3個，五代窟1個，回鶻窟1個，元窟1個，另有2個洞窟時代不明。